# Fritillaria hermonis
Fritillaria hermonis là một loài thực vật có hoa trong họ Liliaceae. Loài này được Fenzl ex Klatt miêu tả khoa học đầu tiên năm 1860.